# Alan Forneris
Alan Forneris (Balnearia, 28 de enero de 2005) es un futbolista argentino que juega como mediocampista en Racing Club de la Primera División de Argentina.

## Trayectoria

### Inicios
Comenzó jugando en Club Atlético Independiente de Balnearia y en Cultural La Para, ambos de la Liga Regional de Fútbol de San Francisco.

### Club Atlético Colón
Llegó a las inferiores de Colón en 2019, a los 13 años.
En marzo de 2024 firmó su primer contrato profesional con el club.

## Selección nacional
El 1 de marzo de 2024 fue convocado en la primera lista del nuevo ciclo 2024-2025 de la selección de fútbol sub-20 de Argentina.